# Blob (bazy danych)
Blob (ang. binary large object) – typ danych, który umożliwia przechowywanie dużych ilości danych binarnych jako pojedynczy obiekt w bazie danych, stosowany w szczególności do przechowywania danych multimedialnych, takich jak grafika, muzyka czy filmy. 
Typ blob rozpowszechnił się, kiedy w miarę rozwoju technologii dysków twardych stały się coraz większe i coraz tańsze, a komputery znacznie zwiększyły wydajność, jednak równocześnie wzrosły rozmiary przechowywanych obiektów binarnych i wpływ stosowania blobów na wydajność bazy może być istotny.
Ze względu na rozmiar i wielką różnorodność typów danych binarnych bloby są zwykle traktowane odmiennie przez systemy baz danych niż inne typy, np. nie są wyświetlane przez polecenie SELECT języka SQL.

## Etymologia
Blob (kropelka, kleks) pierwotnie oznaczał fragmenty danych bez określonego typu i jako nazwa został wymyślony przez Jima Starkeya z firmy DEC, który w późniejszym wyjaśnieniu napisał „blob to coś, co zjadło Cincinnati, Cleveland itd.”
 (chodzi o fantastycznego stwora z filmu „Blob, zabójca z kosmosu”
). Później Terry McKiever, odpowiedzialny za marketing w firmie Apollo uznał, że to jakiś skrótowiec i rozszyfrował go jako Basic Large Object. Wreszcie w firmie Informix wymyślono własny termin Binary Large Object, który rozpowszechnił się do tego stopnia, że wiele osób uważa go za jedyny słuszny.